# Ferienlager

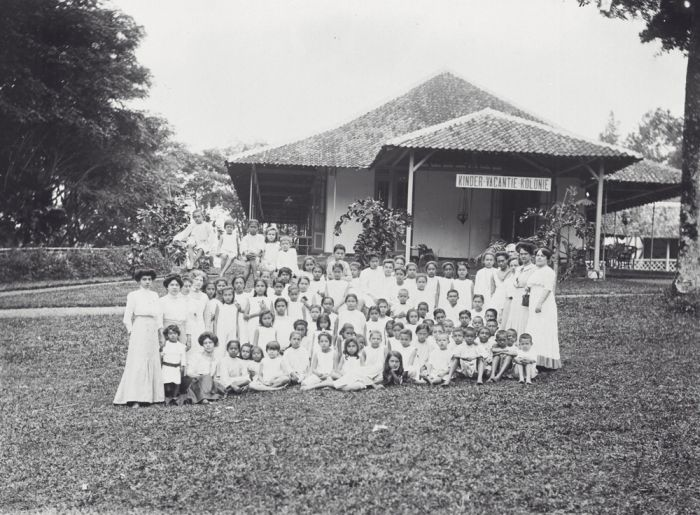
Ferienlager (ca. 1920) in Soekaboemi, Indonesien

Ferienlager ist ein Oberbegriff für Ferienveranstaltungen in der Jugendarbeit, die als Gruppenfahrt durchgeführt werden. Ferienlager werden als Zeltlager, in Unterkünften mit Selbstversorgung, Jugendherbergen oder ähnlichen Einrichtungen durchgeführt. Der Begriff Ferienlager beschreibt aber nicht nur die Ferienveranstaltung, sondern kann auch die Einrichtung beschreiben, in der diese Veranstaltung durchgeführt wird.
Die Lager finden in der Regel in den Schulferien – meist in den Sommerferien (daher auch als Sommerlager oder Summer Camp bezeichnet) – an unterschiedlichen Orten im In- und Ausland statt und verbinden verschiedene Formen der Freizeitgestaltung mit dem Gruppenerlebnis. Oft sind Sport- und Naturerlebnisangebote im Programm enthalten. Besondere Tradition haben Ferienlager bei christlichen Organisationen, die neben der reinen Freizeitgestaltung auch Wert auf die Vermittlung christlicher Glaubensinhalte legen. Auch bei solchen Organisationen ist jedoch ein Trend zu reinen Freizeitfahrten festzustellen – der christliche Charakter ergibt sich dann aus dem häufig recht großen Freizeiteinsatz der in der Regel ehrenamtlichen Betreuer.
Die Tradition solcher Veranstaltungen geht bis in die Jugendbewegung des frühen 20. Jahrhunderts zurück.

## Bundesrepublik Deutschland
In der Bundesrepublik sind die Veranstalter von Ferienlagern in der Regel öffentliche oder freie Träger der Jugendarbeit, zum Beispiel christliche Jugendverbände wie Pfadfinder, KJG oder CVJM, sowie Wohlfahrtsverbände, freie Schulen (wie Internate) und weitere freie, gemeinnützige Träger, aber auch gewerbliche Träger.
Die Betreuung von Ferienlagern obliegt je nach Veranstalter und  Konzept hauptamtlichen oder ehrenamtlichen Mitarbeitern. Sie übernehmen für die Zeit des Ferienlagers vertraglich die Aufsichtspflicht über minderjährige Teilnehmer. Als Qualifikationsnachweis für ehrenamtliche Mitarbeiter dient die Jugendleitercard (Juleica). Als Qualifikationsnachweis für den Veranstalter gilt beispielsweise das bundesweite Gütesiegel QMJ SicherGut! Rahmenbedingungen der Reisebegleitung, verliehen durch den Verband BundesForum Kinder- und Jugendreisen, dem viele freie und gewerbliche Träger von Ferienlagern angeschlossen sind.
Häufig können einkommensschwache Familien beim zuständigen Sozial- oder Jugendamt Zuschüsse für die Kosten eines Ferienlagers beantragen.

## Deutsche Demokratische Republik

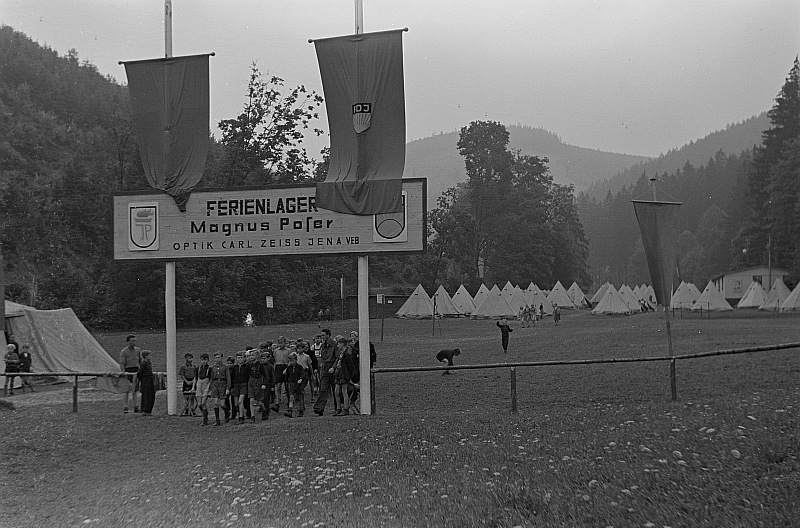
Ferienlager „Magnus Poser“ des VEB Carl Zeiss Jena 1951 in Saalfeld

Die Betriebsferienlager in der DDR wurden von Betrieben (VEB, VVB, LPG, VEG, Kombinate, Deutsche Reichsbahn usw.) für die Kinder der Beschäftigten unterhalten.
Die Betriebsgewerkschaftsleitung (BGL) führte diese Lager durch. Die betriebseigenen Lager wurden in den Sommerferien in drei Durchgängen genutzt. Abgeordnete Beschäftigte, wie Lagerleiter, Wirtschaftsleiter, Krankenschwester, Koch, Rettungsschwimmer und Kraftfahrer sicherten den Regelbetrieb. Erzieher, vorwiegend aus Lehrerbildungsinstituten und Kindergärtnerfachschulen, d. h. Studenten der Pädagogik wurden zum Praktikum für geringes Entgelt (7 Mark pro Tag) verpflichtet. Zur abwechselnden Attraktivität tauschten die Betriebe untereinander ihre Ferienlager manchmal aus, so dass die Kinder auch andere Landstriche kennen lernten. Die Pionier- und FDJ-Führung begleitete die Veranstaltungen (z. B. Todestag Ernst Thälmanns am 18. August u. ä.).
Außerdem gab es Pionierferienlager, die über die Schulen in Zusammenarbeit mit der Pionierorganisation und der FDJ organisiert wurden.
Geleitet wurden die Pionierlager durch hauptamtliche Mitarbeiter der FDJ-Kreisleitungen und als Gruppenleiter waren Studenten und ältere Schüler eingesetzt.
Einige der ehemaligen Betriebsferienlager beziehungsweise zentralen Pionierlager haben sich heute unter dem Begriff der Kinder- und Jugenderholungszentren in Deutschland (KiEZ) zusammengefunden.
Für Jugendliche bestanden in der DDR die Lager der Erholung und Arbeit für FDJ-Mitglieder und Schüler der 9. bis 12. Klassen.

## Vereinigte Staaten
In den USA ergeben sich während der Schulferien für viele Familien Betreuungslücken, weil beide Eltern berufstätig sind und weil Berufstätige in den USA meist nur wenige Urlaubstage haben. Viele Non-Profit-Organisationen, wie zum Beispiel der YMCA, bieten für die Schulferien darum kostenpflichtige Kinder-Betreuungsprogramme an, die aufgrund der amerikanischen Zeltlagertradition meist als Camps bezeichnet werden, heute aber häufig am Wohnort stattfinden, den Charakter einer Kindertagesbetreuung oder eines ganztägigen Workshops haben und den teilnehmenden Kindern zum Beispiel künstlerische oder musikalische Aktivitäten bieten. Andere Camps schließen Übernachtungsmöglichkeiten ein. Einige Angebote sind speziell an hochbegabte Kinder adressiert und werden z. B. von Universitäten organisiert.

## Aktivitäten in einem Ferienlager
Je nach Typ des Lagers (Outdoorcamp, Bildungslager etc.) können die Schwerpunkte unterschiedlich gewichtet sein:
- Besichtigung von Sehenswürdigkeiten (Burgen, Museen etc.)
- Wanderungen in der Umgebung, Nachtwanderung
- Kulturprogramm erstellen und aufführen (z. B. Neptunfest, Theaterstück, Disko)
- Sport und Spielen (Kinderspiele, Gruppenspiele, Schach, Karten, Brettspiele), Kreative Arbeit, Basteln
- Turniere abhalten z. B. Sport, Schach, Tischtennis, Stelzenlauf, Dreibeinlauf, Wettessen, Tauziehen
- Briefe an Eltern, Verwandte und Freunde schreiben
- Gottesdienste oder sonstige religiöse Impulse

Nach der Aufdeckung zahlreicher Missbrauchsfälle achten renommierte Veranstalter von Ferienlagern heute verstärkt darauf, die Anforderungen an die Prävention sexuellen Missbrauchs einzuhalten.

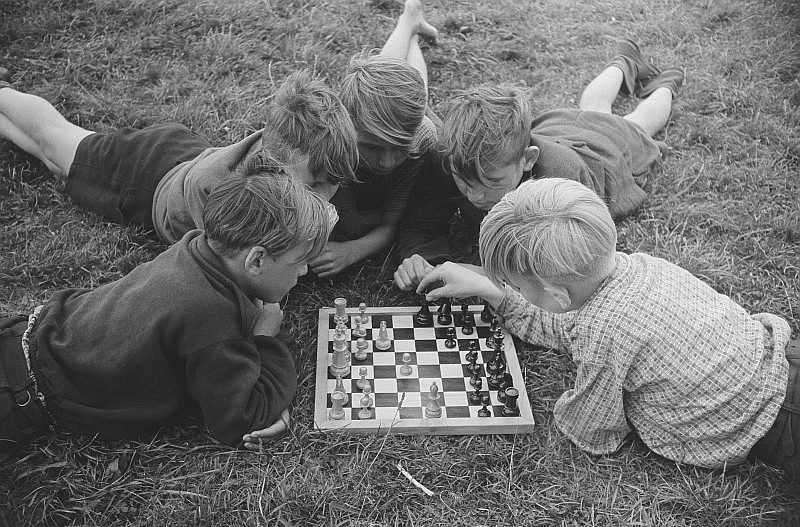
Fünf Jungen Schach spielend
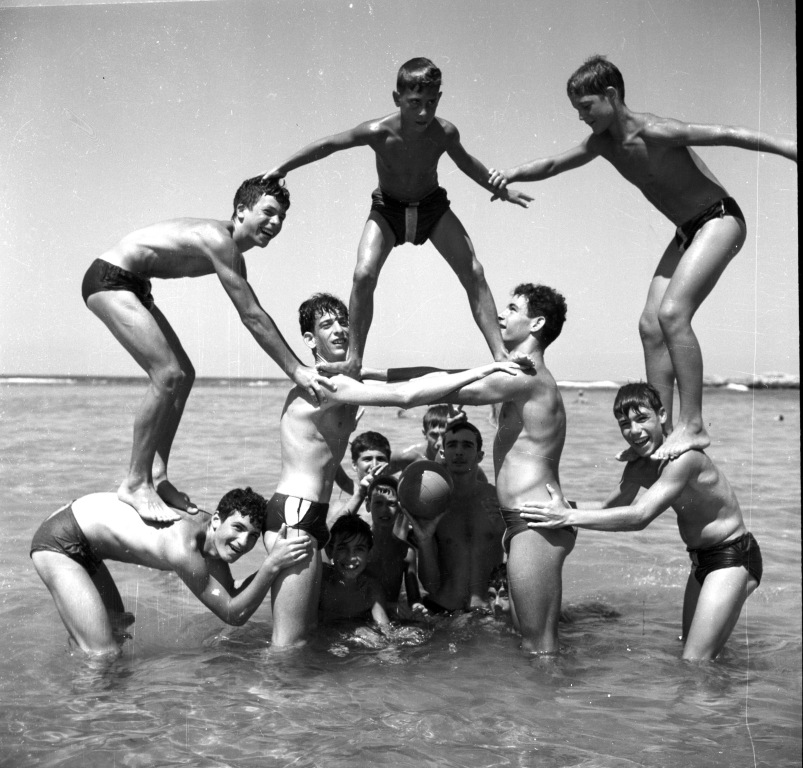
Badende Kinder in einem israelischen Ferienlager
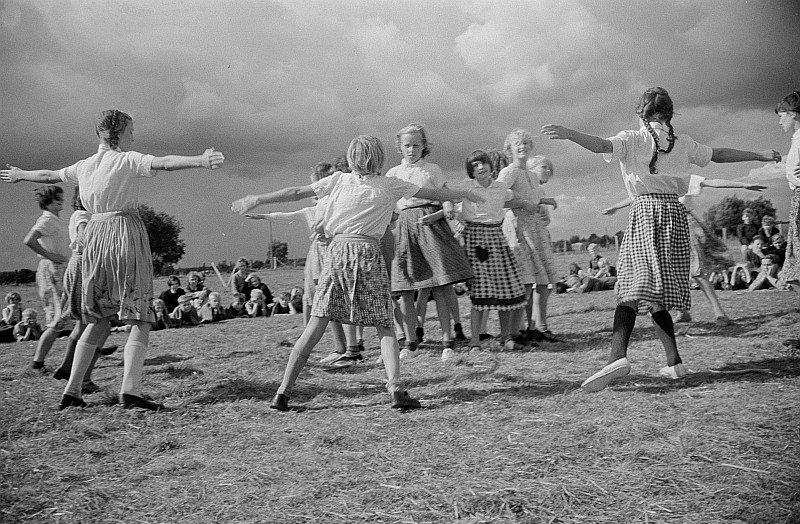
Tanzende Mädchengruppe
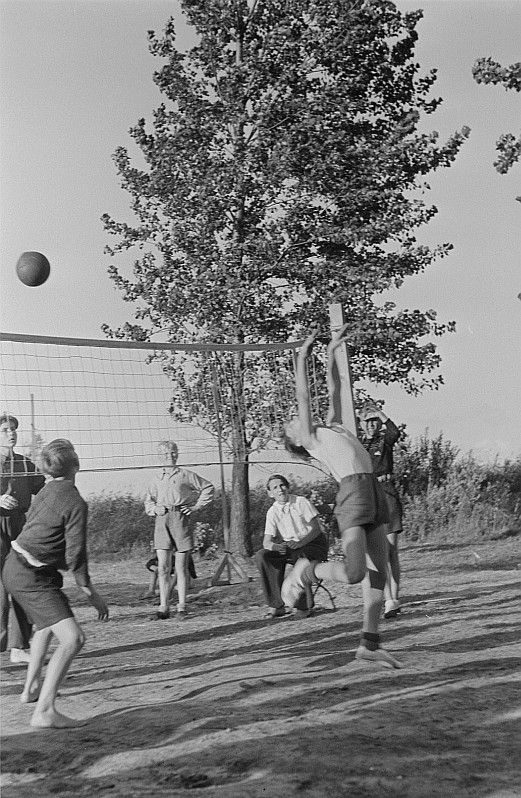
Jungen beim Volleyball spielen
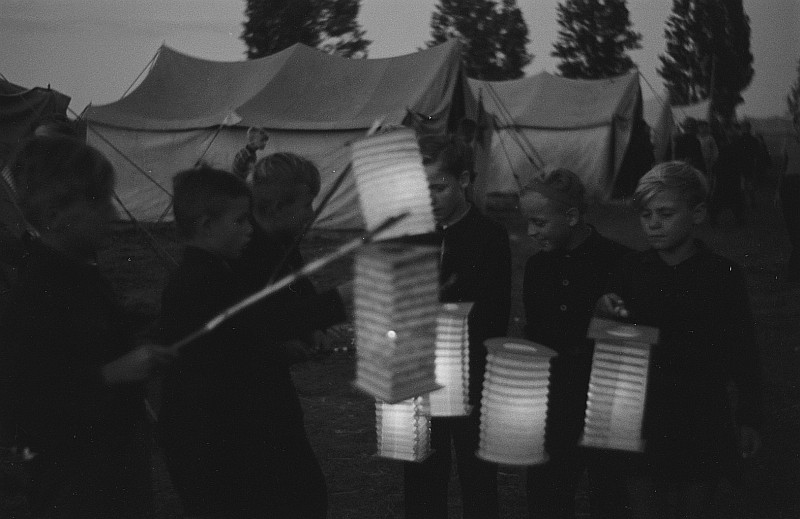
Nachtwanderung mit Lampions
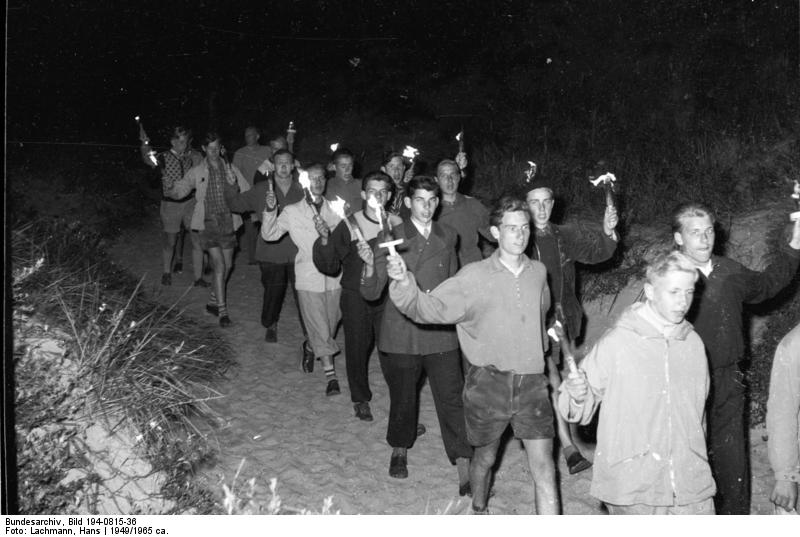
Nachtwanderung mit Fackeln
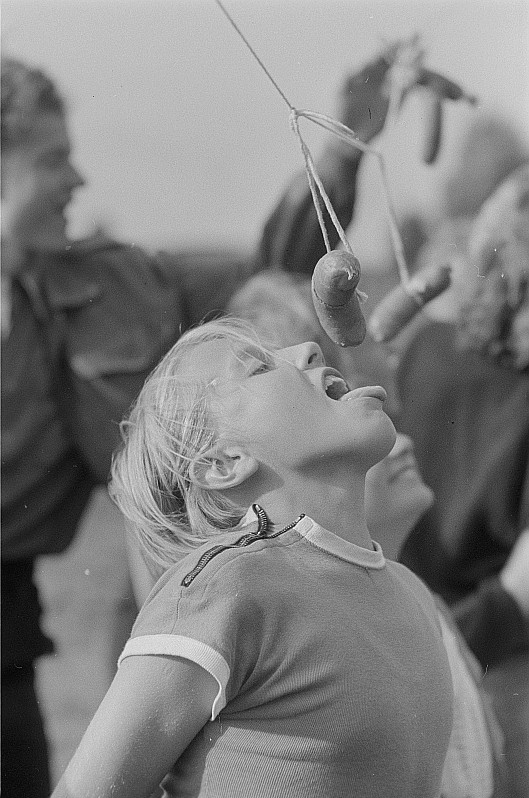
Mädchen beim „Wurst-Wettessen“
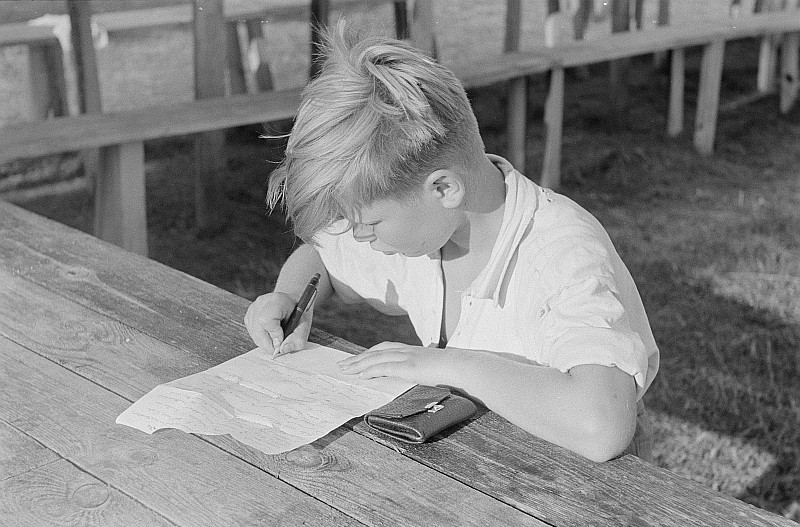
Junge beim Schreiben eines Briefes
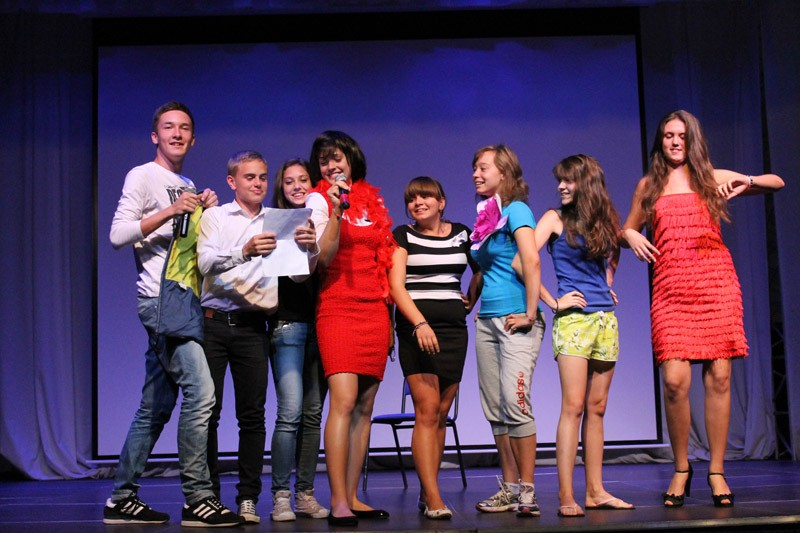
Kulturprogramm in einem russischen Ferienlager
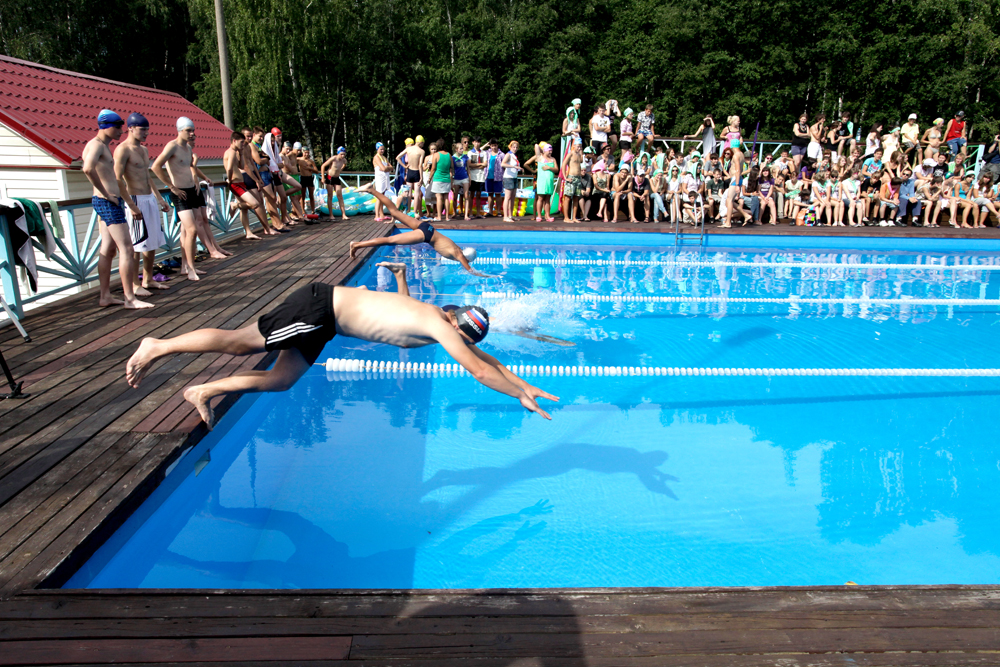
Schwimmwettbewerb
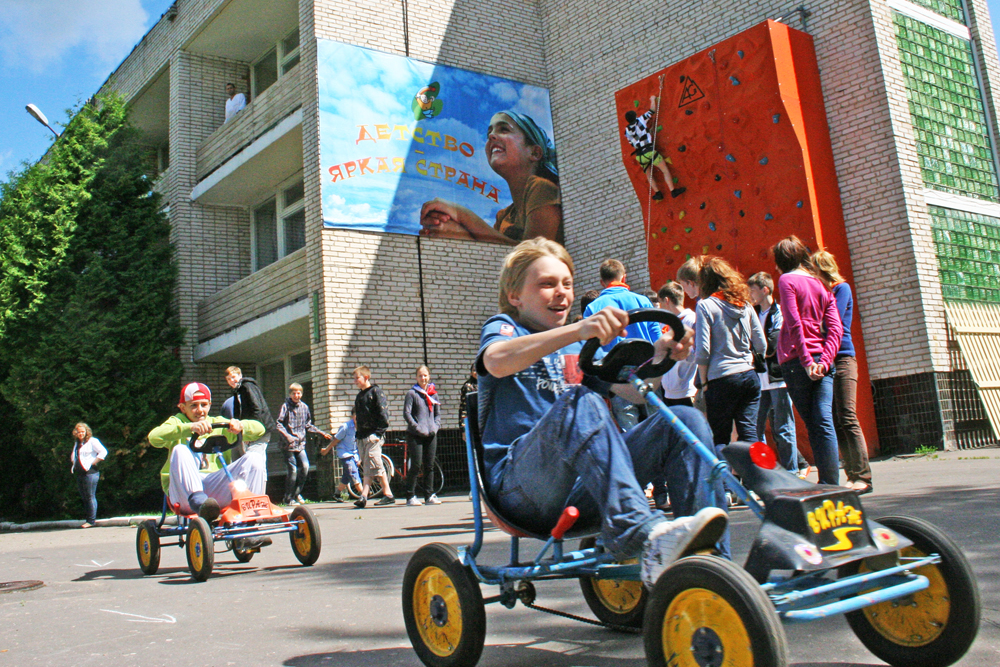
Tretauto-Fahren und Kletterwand
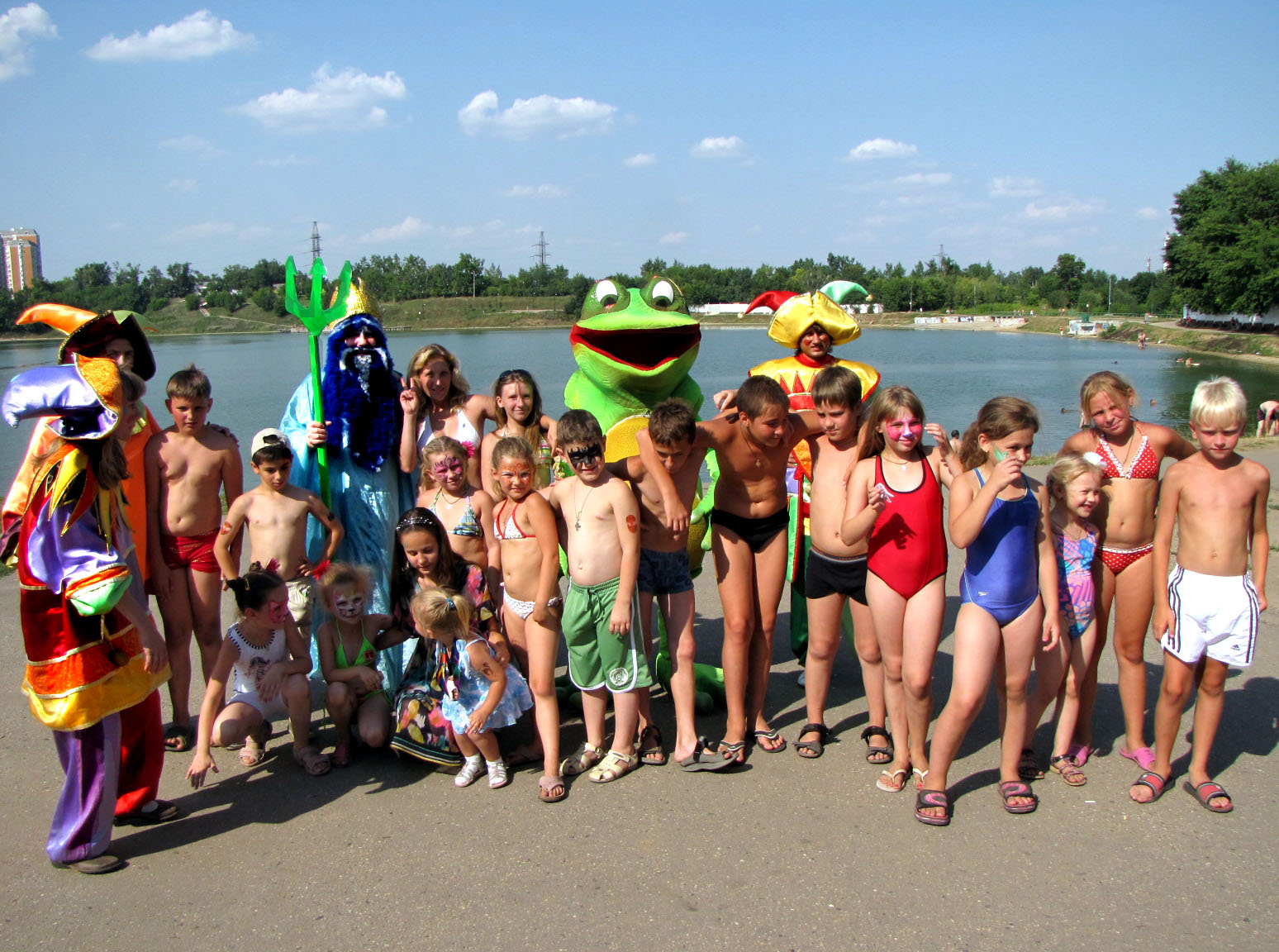
Neptunfest

## Ferienlager im Film
Viele Filme nutzen ein Ferienlager als Ort für die Handlung. So treffen sich im DEFA-Film Sieben Sommersprossen (1978) die zwei Hauptfiguren nach längerer Zeit in einem Ferienlager aufeinander. Auch die Komödie Chaos in Camp Cucamonga (1990) spielt komplett in einem Ferienlager. In Ein Zwilling kommt selten allein (1998) treffen sich die bis dahin einander unbekannten Zwillingsgeschwister zufällig in einem Ferienlager. In Moonrise Kingdom (2012) kommt der Protagonist erst durch ein Sommerlager der Pfadfinder auf die Insel seiner zukünftigen Freundin.

## Ferienlager für Erwachsene
Seit 2013 wurden in den USA zum ersten Mal auch Ferienlager für Erwachsene angeboten. Deren Ziel ist der Entzug technischer Geräte und die Fokussierung auf Gefühle der Kindheit, um deren Unbeschwertheit wieder aufleben zu lassen. Inhalt dieser Ferienlager für Erwachsene sind daher meist Gemeinschaftsspiele, Tanzabende, Workshops, Nachtwanderungen und Talentshows. Seit 2015 werden auch in Deutschland Ferienlager für Erwachsene angeboten.